# Agustí Chalaux i de Subirà
Agustí Chalaux i de Subirà (Sant Genís dels Agudells, 1911 - Barcelona, 2006) va ser un intel·lectual català, dissenyador d'un model polític, econòmic i social que va pretendre disminuir al màxim els abusos de poder, la misèria i la corrupció.

## Biografia
Va néixer a Sant Genís dels Agudells, llavors un petit poble de 15 habitants, a prop de Barcelona, el 19 de juliol del 1911. El seu pare era un industrial francès que tenia una fàbrica de tints de llana al carrer dels Almogàvers de Barcelona. La seva mare procedia de la família dels Subirà, de tradició carlina catalana. Als quatre anys el portaren a l'escola Montessori, una de les primeres que s'obriren a Europa. Als nou anys anà a França a estudiar. Va restar a Toló fins a acabar el batxillerat.
Als 14 anys va conèixer el banquer Horace Finaly, del qual va rebre una forta influència durant els següents 14 anys i l'aconsellà estudiar Química, carrera que Agustí Chalaux va fer a l'Escola de Química de Mülhausen. Agustí Chalaux aprengué aquí el mètode científic aplicat als fenòmens físics i químics, i d'aquí el seu desig de voler començar a enfocar l'estudi dels fenòmens socials i econòmics amb una precisió i rigor similars.
Va tenir contacte amb grups polítics catalanistes primer i llibertaris després. Els inicis de la Guerra Civil espanyola els va viure a Barcelona, on va continuar fent les seves reflexions i estudis, tot treballant com a gerent a la fàbrica familiar, que no va ser nacionalitzada ni col·lectivitzada, però col·laborant amb els sindicalistes, que l'anomenaren «Xaló».
L'any 1939 s'exilià a París, on visqué l'inici de la Segona Guerra Mundial. Va ser mobilitzat a l'Escola d'oficials d'artilleria. Després de l'ocupació alemanya, el Govern de Petain el desmobilitzà, reprenent els seus estudis.
Tornà a Catalunya l'any 1945. Fou assidu lector de la publicació La Semana Internacional, que Joan Bardina editava des de Xile, del qual també rebé la seva influència.
L'any 1956, amb l'ocupació d'Hongria, deduí segons ell que la violència era un camí inviable per imposar un canvi polític.
L'any 1968 va deixar la seva feina de químic. Participà en la Universitat al Carrer, després oficialitzada com Institut de Cultura Popular.
Convencé en Lluís Maria Xirinacs de crear, amb altres persones, una nova associació per a estudiar el seu llavors nou model polític, econòmic i social. El 25 d'octubre de 1984 fundaren el Centre d'Estudis Joan Bardina, amb seu a l'antiga fàbrica familiar.
Publicà, entre d'altres, els llibres: Assaig sobre moneda, mercat i societat Arxivat 2011-07-26 a Wayback Machine. i Moneda telemàtica i estratègia de mercat Arxivat 2013-12-27 a Wayback Machine.. En el document: «Disseny de Civisme» deixà reflectides les seves propostes programàtiques.
Agustí Chalaux morí a Barcelona el 26 d'abril de l'any 2006.

## Obres relacionades
- «Introducció al sistema general» Arxivat 2013-04-25 a Wayback Machine.  PDF (català), amb Magdalena Grau Figueras. 11 de setembre del 1983
- «Una eina per construir la pau» Arxivat 2013-04-25 a Wayback Machine.  PDF (català), en castellà, anglès i francès). 1 de juliol de 1984
- «Assaig sobre moneda, mercat i societat» Arxivat 2011-07-26 a Wayback Machine.  PDF (català), castellà i anglès), amb Magdalena Grau Figueras. 1984
- «Moneda telemàtica i estratègia de mercat» Arxivat 2011-07-26 a Wayback Machine.  PDF (català), castellà, anglès, francès i italià), amb Magdalena Grau Figueras. 1985
- «Glossari de termes inequívocs» Arxivat 2011-07-26 a Wayback Machine.  PDF (català). 1986
- «Disseny de Civisme» Arxivat 2011-07-26 a Wayback Machine.  PDF (català). 1988
- «La plutarquia i altres relats» (en català Arxivat 2011-10-05 a Wayback Machine., anglès Arxivat 2011-07-26 a Wayback Machine., castellà Arxivat 2009-04-24 a Wayback Machine., italià Arxivat 2011-07-26 a Wayback Machine. i romanès Arxivat 2011-07-26 a Wayback Machine.). 1991
- Martí Olivella Solé. «El poder del diner» Arxivat 2011-07-26 a Wayback Machine.  PDF (català), castellà, anglès i italià). Premi Joaquim Xirau 1991
- «Sistema General: "Economia i Societat" (En seixanta punts)» Arxivat 2011-07-26 a Wayback Machine.  PDF (català), amb Lluís Maria Xirinacs. 6 de desembre del 1996
- «El capitalisme comunitari» (en català, castellà, anglès, francès, italià, alemany, gallec i esperanto). 12 de febrer del 2000
- «Història del capitalisme comunitari» (en català, castellà i anglès). 17 de febrer del 2001